# Уэда, Наомити
Наомити Уэда (яп. 植田 直通; 24 октября 1994 года, Уто, Кумамото, Япония) — японский футболист, игрок клуба «Касима Антлерс». Играет на позиции центрального защитника. Выступал за различные юношеские и молодёжные сборные Японии, в 2016 году стал победителем чемпионата Азии среди молодёжных команд, участник летних Олимпийских игр 2016 года и чемпионата мира 2018 года. Игрок национальной сборной Японии.

## Ранние годы
Учась в начальной школе, Уэда записался в секцию тхэквондо и добился значительных успехов в этом виде спорта. Во время учёбы в старшей школе он становился чемпионом Японии среди юниоров и участвовал в международных соревнованиях. В третьем классе Наомити по приглашению друга записался ещё и в футбольную секцию, где также преуспел. В старших классах Уэда сделал выбор в пользу футбола и поступил в старшую школу Оцу, известную своей сильной футбольной программой. На третий год обучения он стал капитаном школьной футбольной команды, в этом качестве выводил её на матч первого круга Кубка Императора с профессиональным клубом «В-Варен Нагасаки» в 2012 году, а также на матчи 91-го национального чемпионата среди школьных команд. В школьные годы Уэда получил прозвище «Крокодил», по словам самого Наомити, оно связано с его манерой игры против нападающих соперника, которая напоминает хищные повадки крокодила, хватающего жертву и утягивающую её на дно.

## Клубная карьера
Ещё во время учёбы в старшей школе Уэда получал приглашения от нескольких профессиональных футбольных клубов, среди которых были «Урава Редс», «Иокогама Ф. Маринос», «Кавасаки Фронтале», «Токио» и «Нагоя Грампус». Наомити сделал выбор в пользу клуба «Касима Антлерс», к которому присоединился в январе 2013 года вместе с товарищем по школьной команде Ютой Тоёкавой.
В сезоне 2013 года Уэда был запасным в «Касима Антлерс», ни разу не сыграв в Джей-лиге, но иногда получал игровую практику в кубковых матчах, всего приняв участие в трёх играх. Его профессиональный дебют состоялся 23 марта 2013 года в матче Кубка Джей-лиги против «Токио». 1 марта 2014 года Уэда дебютировал в Джей-лиге, выйдя на замену в матче с «Ванфоре Кофу». В начале сезона 2014 года он оставался запасным, но после восьми туров чемпионата тренер Тониньо Серезо доверил Наомити место в основном составе. Всего Уэда сыграл 20 матчей в чемпионате Японии, ещё два матча провёл за сборную молодых игроков лиги, выступавшую в третьем дивизионе.
В сезоне 2015 года Уэда стал реже попадать в основной состав из-за прихода в команду южнокорейского защитника Хван Сок Хо. Однако в том сезоне он дебютировал в Лиге чемпионов АФК, свой первый матч сыграв 25 февраля против австралийского клуба «Вестерн Сидней Уондерерс». 16 апреля Наомити забил свой первый гол за «Касима Антлерс», отличившись в матче с «Касива Рейсол» в Джей-лиге. Всего за сезон он сыграл 12 матчей в чемпионате Японии, отметился одним голом, а также вновь сыграл два матча за сборную молодых игроков в третьей лиге. После окончания сезона Уэдой интересовались «Саган Тосу» и «Виссел Кобе», но он предпочёл остаться в «Касима Антлерс».
В сезоне 2016 года Уэда выиграл конкуренцию у Хвана и вместе с Гэном Сёдзи составил основную пару центральных защитников «Касима Антлерс». Вместе с командой Уэда в 2016 году стал чемпионом Японии и обладателем Кубка Императора, а также выступил на Клубном чемпионате мира. Он принимал участие и в финальном матче, в котором японский клуб уступил мадридскому «Реалу». Несмотря на поражение со счётом 4:2 в этом матче, ряд японских и мировых изданий высоко оценили игру Уэды и Сёдзи в защите.
18 февраля 2017 года Уэда в стартовом составе вышел на матч за Суперкубок Японии против «Урава Ред Даймондс», в котором его клуб одержал победу со счётом 3:2. В марте Наомити за успешные выступления в Лиге чемпионов АФК получил от компании Toyota приз лучшему молодому игроку месяца в Азии.
В декабре 2017 года в немецкой прессе появилась информация о желании руководства клуба «Унион Берлин» из Второй Бундеслиги приобрести Уэду в зимнее трансферное окно, однако этот переход не состоялся, и в новом сезоне футболист продолжил играть в составе «Касима Антлерс». 17 июля 2018 года японец всё-таки переехал в Европу, заключив четырёхлетний контракт с бельгийским клубом «Серкль Брюгге». Председатель клуба Франс Шотте, комментируя трансфер, отметил Уэду как сильного и талантливого защитника с серьёзным опытом, хорошей дисциплиной, трудолюбием и большим потенциалом. 11 августа Наомити дебютировал в новой команде, отыграв весь матч с льежским «Стандардом» в чемпионате Бельгии. За два года, проведённых в Бельгии, Уэда принял участие в 55 матчах, забил один гол. В первой половине сезона 2020/21 он стал испытывать проблемы с попаданием в основной состав.
18 января 2021 года Уэда перешёл во французский «Ним», который арендовал его до конца сезона 2020/21 с возможностью последующего выкупа. В новом клубе японец дебютировал 10 февраля в матче Кубка Франции с «Ниццей».

## Выступления за сборную
В 2010 году Уэда играл за сборную Японии на проходившем в Узбекистане чемпионате Азии среди юношеских команд до 16 лет. Японская сборная дошла до полуфинала турнира, где уступила сверстникам из КНДР.
В 2011 году Уэда в составе сборной Японии среди игроков до 17 лет выступал на проходившем в Мексике чемпионате мира среди юношеских команд. На турнире он принял участие во всех пяти матчах сборной и отличился забитым голом в ворота сборной Аргентины.
В декабре 2014 года тренер национальной сборной Японии Хавьер Агирре вызвал Уэду на Кубок Азии 2015 года вместо травмированного Ацуто Утиды. На турнире Уэда был запасным и ни разу не выходил на поле. В мае 2015 года новый главный тренер японской команды Вахид Халилходжич вызвал Уэду на двухдневные сборы.
В январе 2016 года Уэда в составе японской команды принял участие в чемпионате Азии среди молодёжных команд, который проходил в Катаре. На турнире он сыграл пять матчей, пропустив лишь одну игру своей сборной, и забил победный гол в ворота сборной КНДР. Япония дошла до финала чемпионата, где обыграла сборную Южной Кореи и стала чемпионом. Вместе со сборной Японии Уэда участвовал и в летних Олимпийских играх 2016 года. На турнире он сыграл во всех трёх матчах своей команды на групповом этапе, после которого Япония выбыла из борьбы за медали.
12 декабря 2017 года Уэда дебютировал в составе национальной сборной Японии в матче с командой Китая на Кубке Восточной Азии, который японцы выиграли со счётом 2:1. Он сыграл и в следующем матче со сборной Республики Корея, в котором его команда потерпела поражение со счётом 1:4. По итогам турнира сборная Японии заняла второе место. 31 мая 2018 года Уэда был включён тренером Акирой Нисино в заявку японской сборной на чемпионат мира в России. На турнире он был запасным и на поле не выходил. После чемпионата Наомити отметил: «Моя цель — стать игроком, который может выступать на глобальном уровне. Моё желание развиваться лишь усилилось, пока я наблюдал за матчами чемпионата мира со скамейки».
24 мая 2019 года тренер национальной сборной Японии Хадзимэ Мориясу включил Уэду в заявку на Кубок Америки. Этот состав сборной был собран преимущественно из молодых игроков, которые с большой вероятностью сыграют на летних Олимпийских играх в 2020 году. Уэда был основным защитником сборной на турнире и провёл без замен все три матча на групповом этапе, после которого японцы выбыли из борьбы за кубок.
13 октября 2020 года в товарищеском матче со сборной Кот-д’Ивуара Уэда забил свой первый гол за сборную Японии. Этот гол стал единственным в матче и принёс его команде победу.

## Статистика

### Клубная статистика
| Выступление               | Выступление      | Выступление      | Лига | Лига | Кубок | Кубок | Кубок лиги | Кубок лиги | Азия | Азия | Прочие | Прочие | Итого | Итого |
| Клуб                      | Лига             | Сезон            | Игры | Голы | Игры  | Голы  | Игры       | Голы       | Игры | Голы | Игры   | Голы   | Игры  | Голы  |
| ------------------------- | ---------------- | ---------------- | ---- | ---- | ----- | ----- | ---------- | ---------- | ---- | ---- | ------ | ------ | ----- | ----- |
| Старшая школа Оцу         | —                | 2012             | —    | —    | 1     | 0     | —          | —          | —    | —    | —      | —      | 1     | 0     |
| Касима Антлерс            | I                | 2013             | 0    | 0    | 1     | 0     | 2          | 0          | —    | —    | —      | —      | 3     | 0     |
| Касима Антлерс            | I                | 2014             | 20   | 0    | 1     | 0     | 3          | 0          | —    | —    | —      | —      | 24    | 0     |
| Касима Антлерс            | I                | 2015             | 12   | 1    | 2     | 0     | 0          | 0          | 2    | 0    | —      | —      | 16    | 1     |
| Касима Антлерс            | I                | 2016             | 22   | 0    | 4     | 0     | 2          | 0          | —    | —    | 3      | 0      | 31    | 0     |
| Касима Антлерс            | I                | 2017             | 29   | 3    | 2     | 0     | —          | —          | 7    | 1    | 1      | 0      | 39    | 4     |
| Касима Антлерс            | I                | 2018             | 14   | 0    | —     | —     | —          | —          | 6    | 1    | —      | —      | 20    | 1     |
| Касима Антлерс            | Итого            | Итого            | 97   | 4    | 10    | 0     | 7          | 0          | 15   | 2    | 4      | 0      | 133   | 6     |
| Сборная Джей-лиги (до 22) | III              | 2014             | 2    | 0    | —     | —     | —          | —          | —    | —    | —      | —      | 2     | 0     |
| Сборная Джей-лиги (до 22) | III              | 2015             | 2    | 0    | —     | —     | —          | —          | —    | —    | —      | —      | 2     | 0     |
| Сборная Джей-лиги (до 22) | Итого            | Итого            | 2    | 0    | —     | —     | —          | —          | —    | —    | —      | —      | 2     | ?     |
| Серкль Брюгге             | I                | 2018/2019        | 26   | 1    | 1     | 0     | —          | —          | —    | —    | —      | —      | 27    | 1     |
| Серкль Брюгге             | I                | 2019/2020        | 19   | 0    | 1     | 0     | —          | —          | —    | —    | —      | —      | 20    | 0     |
| Серкль Брюгге             | I                | 2020/2021        | 8    | 0    | 0     | 0     | —          | —          | —    | —    | —      | —      | 8     | 0     |
| Серкль Брюгге             | Итого            | Итого            | 53   | 1    | 2     | 0     | —          | —          | —    | —    | —      | —      | 55    | 1     |
| Ним                       | I                | 2020/2021        | 0    | 0    | 1     | 0     | —          | —          | —    | —    | —      | —      | 1     | 0     |
| Всего за карьеру          | Всего за карьеру | Всего за карьеру | 154  | 5    | 15    | 0     | 7          | 0          | 15   | 1    | 4      | 0      | 195   | 6     |

1. ↑  Лига чемпионов АФК.
2. ↑  Суперкубок Японии, Клубный чемпионат мира.

### Матчи за сборную
| №  | Дата            | Оппонент         | Счёт | Голы | Соревнование              |
| -- | --------------- | ---------------- | ---- | ---- | ------------------------- |
| 1  | 12 декабря 2017 | Китай            | 2:1  | —    | Кубок Восточной Азии 2017 |
| 2  | 16 декабря 2017 | Республика Корея | 1:4  | —    | Кубок Восточной Азии 2017 |
| 3  | 27 марта 2018   | Украина          | 1:2  | —    | Товарищеский матч         |
| 4  | 12 июня 2018    | Парагвай         | 4:2  | —    | Товарищеский матч         |
| 5  | 17 июня 2019    | Чили             | 0:4  | —    | Кубок Америки 2019        |
| 6  | 20 июня 2019    | Уругвай          | 2:2  | —    | Кубок Америки 2019        |
| 7  | 24 июня 2019    | Эквадор          | 1:1  | —    | Кубок Америки 2019        |
| 8  | 5 сентября 2019 | Парагвай         | 2:0  | —    | Товарищеский матч         |
| 9  | 15 октября 2019 | Таджикистан      | 3:0  | —    | Отборочный турнир ЧМ-2022 |
| 10 | 14 ноября 2019  | Кыргызстан       | 2:0  | —    | Отборочный турнир ЧМ-2022 |
| 11 | 19 ноября 2019  | Венесуэла        | 4:1  | —    | Товарищеский матч         |
| 12 | 13 октября 2020 | Кот-д’Ивуар      | 1:0  | 1    | Товарищеский матч         |
| 13 | 13 ноября 2020  | Панама           | 1:0  | —    | Товарищеский матч         |

Итого: сыграно матчей: 13 / забито голов: 1; победы: 7, ничьи: 2, поражения: 4.

## Достижения
«Касима Антлерс»
- Чемпион Японии: 2016
- Обладатель Кубка Императора: 2016
- Обладатель Кубка Джей-лиги: 2015
- Обладатель Суперкубка Японии: 2017

Япония
- Чемпион Азии среди молодёжных команд: 2016